# Xanthorhoe glaciata
Xanthorhoe glaciata là một loài bướm đêm trong họ Geometridae.